# Stereosonic
Stereosonic es un festival de música dance y electrónica que se celebra anualmente en las ciudades australianas de Brisbane, Adelaida, Perth, Sídney y Melbourne a finales de noviembre. En el festival han actuado artistas de gran relevancia como Tiësto, Armin van Buuren, Avicii, Fedde Le Grand y Calvin Harris. En la edición de 2011 asistieron 60 000 personas, lo que supuso un récord de asistencia a un festival de música en Australia.